# Natrijev sulfid
Natrijev sulfid je kemijska spojina s formulo Na2S. Bolj pogost je njegov nonahidrat s formulo Na2S•9H2O. Obe obliki sta brezbarvni in dobro topni v vodi. Raztopini sta zelo alkalni. Na vlažnem zraku hidrolizira in sprošča vodikov sulfid (H2S) z vonjem po gnilih jajcih. Nekateri komercialni natrijevi sulfidi so označeni z Na2S•xH2O in vsebnostjo Na2S v odstotkih. Najpogostejši proizvod vsebuje približno 60 % Na2S, kar pomeni, da je x približno 3. Takšen produkt je zaradi prisotnosti polisulfidov rumenkasto obarvan. Njegova vodna raztopina je kljub temu brezbarvna.

## Struktura
Natrijev sulfid ima antifluoritno strukturo. To pomeni, da mesta manjših fluoridnih ionov F- v fluoritu (CaF2) sedajo  ioni Na+, mesta večjih ionov Ca2+ pa ioni S2-. Sol v vodi disociira. Vsebnost ionov S2- v raztopini je majhna, ker je sulfid premočna baza, da bi lahko koeksistiral z vodo.

## Pridobivanje
Na2S se na industrijski način proizvaja s termično redukcijo natrijevega sulfata z ogljikom, običajno s premogom:
Na2SO4 + 2 C → Na2S + 2 CO2
V laboratoriju se lahko pripravi z redukcijo žvepla z natrijem v brezvodnem amonijaku. Druga možnost je redukcija z natrijem v suhem tetrahidrofuranu (THF) s katalitsko količino naftalena:
2 Na + S → Na2S

## Reakcije z anorganskimi reagenti
Proces raztapljanja v vodi se lahko opiše z naslednjo enačbo:
Na2S + H2O → NaHS + NaOH
Med segrevanjem v atmosferi kisika in ogljikovega dioksida se oksidira v natrijev karbonat in žveplov dioksid: 
2 Na2S + 3 O2 + 2 CO2 → 2 Na2CO3 + 2 SO2
Vodikov peroksid ga oksidira v natrijev sulfat:
2 Na2S + 4 H2O2 → 4 H2O + Na2SO4
Med obdelavo z žveplom nastanejo polsulfidi:
2Na2S + S8 → 2 Na2S5

## Uporaba
Natrijev sulfid se uporablja predvsem v proizvodnji lesne celuloze po Kraftovem postopku.
V procesu čiščenja odpadnih voda se uporablja kot absorbent kisika in sredstvo za obarjanje težkih kovin. V fotografiji se uporablja za toniranje črno-belih fotografij, v tekstilni industriji za beljenje in sredstvo za odstranjevanje žvepla in klora in v usnjarski industriji za žveplanje taninskih strojil. V kemični industriji se uporablja kot sredstvo za sulfoniranje in sulfometiliranje. Uporablja se tudi za vulkaniziranje gume, proizvodnjo žveplovih barvil in drugih kemičnih spojin, flotacijo rud, predelavi nafte in sredstvo za odstranjevanje dlak po apnenju živalskih kož v usnjarnah. 

### Reagent v organski kemiji
Z alkiliranjem natrijevega sulfida nastanejo tioetri:
Na2S + 2 RX → R2S + 2 NaX
Enako reagirajo tudi aril halidi. Natrijev sulfid reducira derivate 1,3-dinitrobenzena v 3-nitroaniline.

## Varnost
Natrijev sulfid je, podobno kot natrijev hidroksid, zelo alkalen in lahko povzroči opekline na koži. S kislinami burno reagira, pri čemer se sprošča zelo strupen vodikov sulfid. 